# Castelló de Meià
El castell de Castelló de Meià és un castell del municipi d'Artesa de Segre declarat bé cultural d'interès nacional.
És situat al cim d'una penya, a la carena que separa la vall de Vilanova de Meià de la Vall d'Ariet. S'hi controlava el pas que unia aquestes dues valls i bona part de la conca de Meià.

## Història
La primera notícia del terme de Castelló, que era patrimoni de la família Meià, correspon a la donació que l'any 1080 feu Ermengard al monestir de Santa Maria de Meià d'uns alous situats a la vall d'Ariet. L'any 1124, Eriball Company, castlà del castell i la seva muller Maissenda donaren a l'esmentat monestir diversos béns situats a la conca de Meià. Molt més tard (any 1326), torna a aparèixer la vila de Castelló, ja que el rei Jaume II notificà als marmessors del comte d'Urgell la queixa d'alguns homes de la vila de Santa Maria de Meià i de Castelló que tenien drets en els termes i que es queixaven que se'ls volia fer pagar talles, de la qual cosa n'estaven exempts.
El castell de Castelló continuà en mans de la branca principal de la família Meià fins a Guillem de Meià que l'any 1193, en el seu testament, el deixà a la seva germana Ermessenda i al seu fill Ramon de Cervera. La família Cervera-Meià el posseí fins que Dolça de Cervera, el 1311, el donà, juntament amb els altres castells de la família, al seu fill Pere II d'Ayerbe el qual l'any següent permutà al rei Jaume II tots els seus béns situats a Catalunya per diversos castells d'Aragó. Tot seguit, el rei els incorporà a la corona.

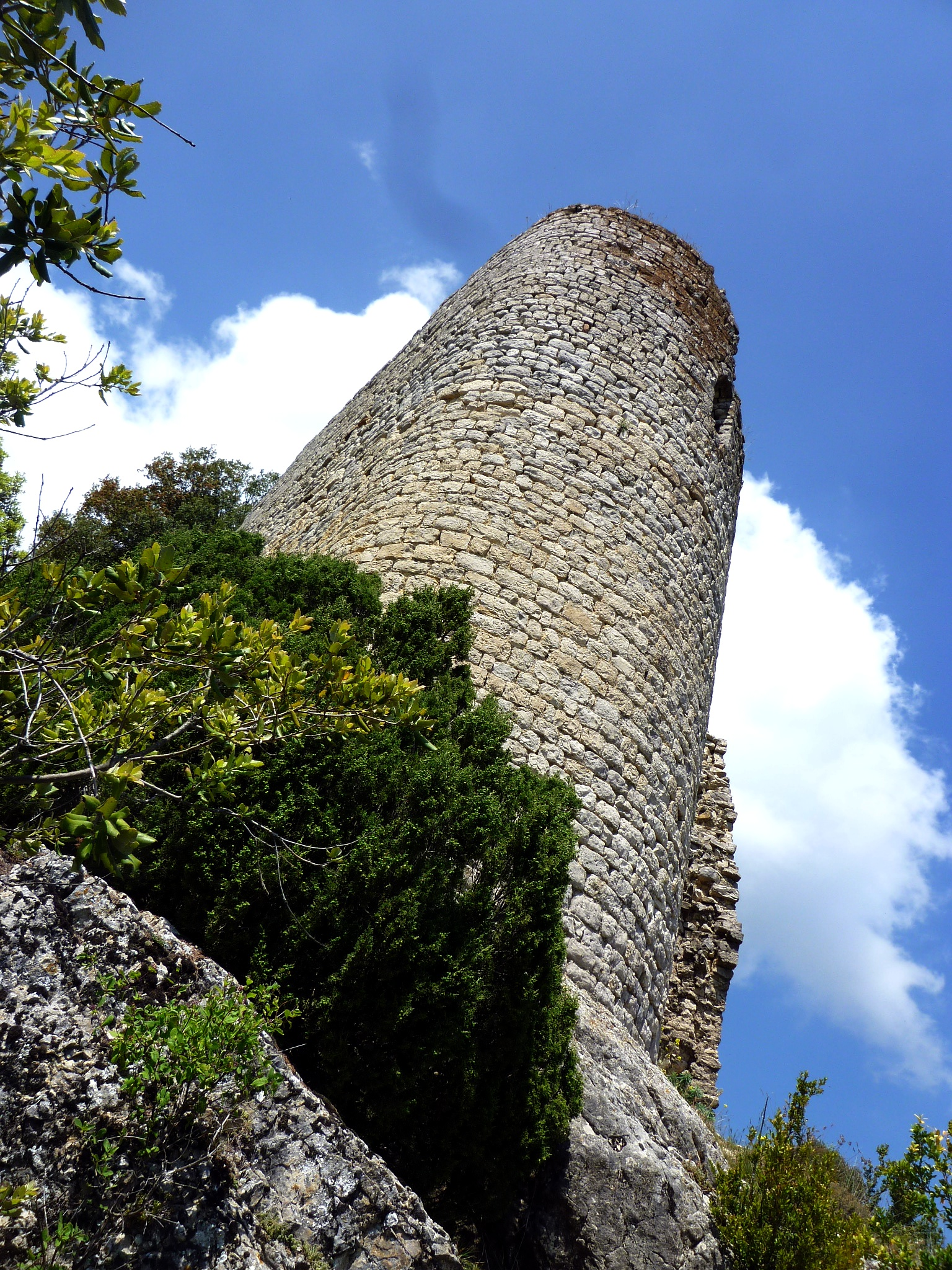
Castell de Castelló de Meià (2014)

El castell de Castelló de Meià seguí les mateixes vicissituds que el castell de Meià i formà part del marquesat de Camarasa de l'infant Ferran i després de l'infant Martí. L'any 1426, el rei Alfons IV el vengué, juntament amb la vila de Vilanova de Meià i els castells d'Ariet i de la Fabregada i les respectives jurisdiccions al capítol de la Seu d'Urgell.
A mitjan segle xvii el terme de Castelló encara constava com a quadra però degut al despoblament, passà al terme de la Vall d'Ariet i sota el domini de la seu d'Urgell fins a la desaparició de les senyories jurisdiccionals el segle xix. L'historiador Roig i Jalpí (1624-1691) escrigué: en el termino de Castellon de Meyà hay un Castillo grande derruydo.

## Arquitectura
Resseguint el perímetre de la plataforma rocosa on s'alçava el castell, d'uns 30 m de longitud i 20 m d'amplada, hi hauria una muralla impressionant, de la qual se'n veuen restes. L'única important, però, és situada a la banda nord-est on hi havia l'església de Sant Martí i on les defenses naturals són més febles. Al centre de l'esplanada s'alçava una torre de planta circular. Se'n conserva 1 m d'alçada i té un diàmetre interior de 2,4 m i un gruix de mur d'1,4 m. L'aparell és de pedres sense treballar, de mida mitjana (15 cm per 20 cm) unides amb fang i calç.
L'església construïda en l'angle nord-est aprofitant-ne les parets perimetrals, tenia uns 7 m de longitud i uns 2,5 m d'amplada. A uns metres de les restes de la paret septentrional de l'església hi ha un mur, que era part de la muralla i ara només té 6,5 m de longitud però devia anar de cap a cap de la façana nord de la fortificació. Té una alçada de 5,5 m i un gruix de mur de 85 cm. A 3,5 m hi ha un petit relleix que correspon a un trespol. Fet de carreus de 15 cm X 25 cm, treballats, afilerats i units amb morter de calç. L'aparell constructiu d'aquesta zona és típic del primer romànic. La bona tècnica d'arrodoniment de la muralla per fer l'àbsis de l'església recorda les formes corbes del castell de Mur. A l'interior del recinte, a més de la torre, hi ha algunes restes de paret.
És possible que en un moment inicial es fes la torre circular, que potser cal relacionar amb la torre primitiva del proper castell d'Orenga. Després, al segle xi es construiria el recinte perimètric.